# Фрэнк, Дэниел
Дэниел Фрэнк (англ. Daniel Frank; 4 января 1882, Бостон — 20 марта 1965, Нью-Йорк, Нью-Йорк) — американский легкоатлет, серебряный призёр летних Олимпийских игр 1904 года.
На Играх 1904 года в Сент-Луисе Фрэнк участвовал только в прыжке в длину. С результатом 6,89 м он занял второе место и выиграл серебряную медаль.